# محمدخان محمدوف
محمدخان محمدوف (به روسی: Магомедхан Магомедов، آوانگاری: زادهٔ ۲۷ ژانویهٔ ۱۹۹۸) یک کشتی‌گیر آزادکار روسی الاصل اهل کشور جمهوری آذربایجان است.
از افتخارات وی می‌توان به کسب مدال نقره قهرمانی کشتی جهان ۲۰۲۳ و مدال برنز  بازی‌های المپیک ۲۰۲۴ پاریس و قهرمانی کشتی جهان ۲۰۲۲ اشاره کرد.

## فعالیت حرفه‌ای

### قهرمانی کشتی جهان ۲۰۲۲
ماگومدوف در وزن ۹۷ کیلوگرم کشتی آزاد قهرمانی کشتی جهان ۲۰۲۲ بلگراد شرکت کرد، او در مسابقه اول اریک تیله از آلمان را مغلوب کرد اما در مسابقه بعد به کایل اسنایدر از آمریکا باخت و با توجه به حضور این کشتی‌گیر در فینال، به دیدار شانس مجدد رفت. او در مرحله شانس مجدد زبیگنیف بارانوفسکی از لهستان را شکست داد و به دیدار رده‌بندی رسید. وی در این دیدار محمدحسین محمدیان از ایران را شکست داد و مدال برنز را بدست آورد.

### قهرمانی کشتی جهان ۲۰۲۳
محمدوف در وزن ۹۷ کیلوگرم کشتی آزاد قهرمانی کشتی جهان ۲۰۲۳ بلگراد شرکت کرد، او در این مسابقات استراهینجا دسپیک از صربستان، ابراهیم چیفتچی از ترکیه، اریک تیله از آلمان و گیوی ماتچاراشویلی از گرجستان را شکست داد و به فینال رسید. وی در دیدار نهایی به احمد تاژدینوف از بحرین باخت و به مدال نقره رسید.

### المپیک ۲۰۲۴ پاریس
محمدوف در وزن ۹۷ کیلوگرم کشتی آزاد المپیک ۲۰۲۴ پاریس حاضر بود که در کشتی های اول و دوم لوییس میگل پرز از دومنیکن و زبیگنیف بارانوفسکی از لهستان را شکست داد اما در نیمه نهایی به گیوی ماتچاراشویلی از گرجستان باخت و به دیدار رده‌بندی رفت. وی در دیدار رده‌بندی مورازی مچدلیدزه از اوکراین را شکست داد و مدال برنز را بدست آورد.